# Ca n'Oliveres (Oristà)
Ca n'Oliveres és una masia d'Oristà (Lluçanès) inclosa a l'Inventari del Patrimoni Arquitectònic de Catalunya.

## Descripció
Masia de planta rectangular i coberta a doble vessant construïda amb pedres irregulars i morter. L'edifici té planta i dos pisos.
Totes les finestres tenen llinda i la porta d'entrada és dovellada. Al voltant de la casa hi ha diverses construccions annexes que s'han utilitzat com a corts.
La tina es troba adossada a l'exterior del mur dret. Està coberta amb un teulat d'un vessant. Aquest tipus de tina servia per conservar l'aigua.

## Història
Can Oliveres consta com una de les cases més antigues de la vall de Caraüll.
En el fogatge fet a Oristà el 1553, conservat a l'arxiu de la Corona d'Aragó, apareix el nom de Joan Oliveres, sastre.